# Śpioch (komiks)
Śpioch (ang. Sleeper) – amerykańska seria komiksowa autorstwa Eda Brubakera (scenariusz) i Seana Phillipsa (rysunki), publikowana jako miesięcznik od marca 2003 do maja 2005 roku przez DC Comics w imprincie Wildstorm. Łącznie ukazały się 24 numery i jeden zeszyt specjalny. Jest to seria poboczna innego komiksowego cyklu Point Blank. Po polsku Śpioch ukazał się w całości w 2020 w formie tomów zbiorczych nakładem Egmont Polska.

## Fabuła
Tajny agent Holden Carver, znany również jako Dyrygent, infiltruje pod fałszywą tożsamością organizację przestępczej Tao. Carver, po wcześniejszym połączeniu z obcym artefaktem, staje się odporny na ból i zyskuje zdolności uzdrawiające, a zgromadzony ból potrafi przekazywać innym poprzez kontakt ze skórą. Holden nienawidzi tych umiejętności i stale chce się ich pozbyć.

## Tomy zbiorcze
W latach 2004–2005 w Stanach Zjednoczonych ukazało się wydanie zbiorcze Śpiocha, podzielone na 4 tomy w miękkiej oprawie. W kolejnych latach ukazały się wznowienia wydania zbiorczego, tym razem w dwóch tomach, w twardej oprawie i gromadzących więcej zeszytów. W tej wersji ukaże się polskie tłumaczenie serii.
| Tom | Tytuł i rok wydania polskiego | Tytuł i rok wydania oryginalnego | Zawartość                                                  |
| --- | ----------------------------- | -------------------------------- | ---------------------------------------------------------- |
| 1   | Śpioch – tom pierwszy (2020)  | Sleeper: Season One (2009)       | Sleeper: Season One #1–12                                  |
| 2   | Śpioch – tom drugi (2020)     | Sleeper: Season Two (2009)       | Sleeper: Season Two #1–12 i zeszyt Coup D’état #1: Sleeper |